# Chlenias inkata
Chlenias inkata là một loài bướm đêm trong họ Geometridae.